# Swingin' Utters
'$wingin' Utter, también puede encontrarse el nombre como (The) Swingin' Utters, es una banda de punk rock formada en Santa Cruz, California en el año 1988. Se les ha catalogado como una de las bandas del punk revival de los años 80 como Stiff Little Fingers, The Damned, Sham 69 y Eddie & the Hot Rods. También, están muy influenciados por el folk irlandés de bandas como The Pogues.
Es una de las bandas más veteranas del punk rock estadounidense y en 1997 ficharon por una de las grandes discográficas del punk, Fat Wreck Chords. Muchos de sus componentes tienen proyectos paralelos a la banda, como Johnny Bonnel y Darius Koski en Filthy Thievin' Bastards y Druglords of the Avenue (formados en Oakland, California en 2004), Spike Slawson en el supergrupo de Fat Mike Me First and the Gimme Gimmes (donde es uno de los vocalistas), y también con su propia banda, Re-Volts. El baterista Greg McEntee ingresó en Viva Hate en febrero de 2007.

## Discografía
- Scared - 1992
- The Streets Of San Francisco - 1995
- More Scared: The House of Faith Years - 1996
- A Juvenile Product of the Working Class - 1997
- Five Lessons Learned - 1998
- $wingin' Utter' - 2000
- Dead Flowers, Bottles, Bluegrass, and Bones - 2003
- Live in a Dive - 2004
- Here Under Protest - 2011
- Poorly Formed - 2013
- Fistful of Hollow - 2014
- Drowning in the Sea, Rising With the Sun - 2017